# Župnija Lendava
Župnija Lendava je rimskokatoliška teritorialna župnija dekanije Lendava škofije Murska Sobota.
Župnijska cerkev je cerkev sv. Katarine.
Do 7. aprila 2006, ko je bila ustanovljena škofija Murska Sobota, je bila župnija del Pomurskega naddekanata, ki je bila del škofije Maribor.